# Niccolò di Segna
Niccolò di Segna (Siena, ... – Siena, 1348 circa) è stato un pittore italiano, documentato a partire dal 1331.

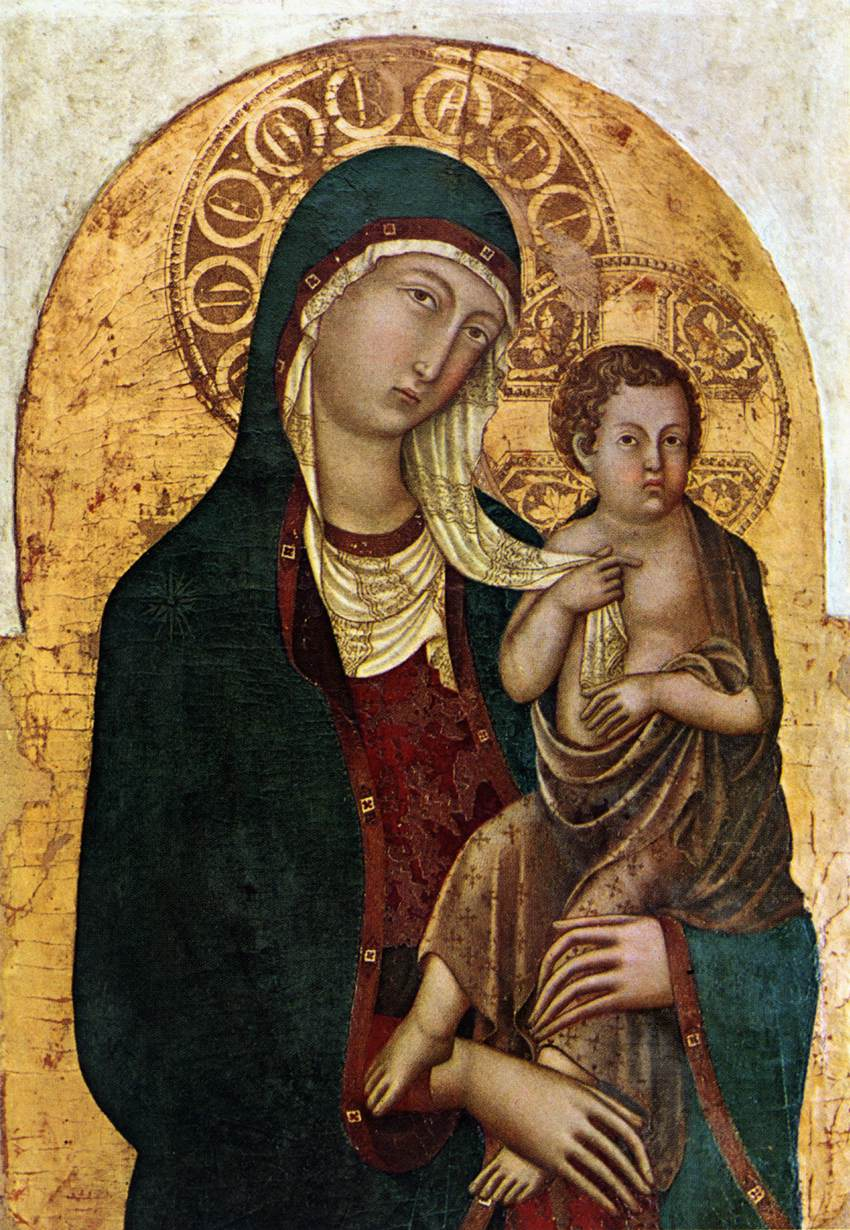
Madonna col Bambino, Museo diocesano di Cortona

Influenzato da Duccio di Buoninsegna e Simone Martini, fu un esponente della scuola senese. Collaborò con Pietro Lorenzetti agli affreschi della basilica dei Servi e dipinse alcune Storie di santa Fina nella collegiata di San Gimignano.

## Opere principali
- Madonna della Misericordia, 1331-1345, Pinacoteca nazionale, Siena
- Madonna col Bambino, 1336 circa, 102x67 cm, Museo Diocesano, Cortona
- Madonna col Bambino, 1336 circa, Museo civico e diocesano di arte sacra di San Galgano, Chiusdino
- Croce dipinta, 1340 circa, Pinacoteca nazionale, Siena
- Madonna col Bambino, 1340 circa, 76x50 cm, Fondazione Giorgio Cini, Venezia
- Polittico della Resurrezione, 1348 circa, Duomo di Sansepolcro
- San Francesco, 25,8x20 cm, Museo nazionale di Palazzo Reale, Pisa
- Sant'Orsola et  San Vittore, ciascuno 25x20 cm, Musée des Beaux-Arts, Digione
- Redentore benedicente, 54x55 cm, collezione Salini, Siena
- Madonna col Bambino, Pinacoteca nazionale, Siena
- Santa Caterina d'Alessandria, 22x16,5 cm, Pinacoteca nazionale, Siena
- Arcangelo Michele e santi, Pinacoteca nazionale, Siena
- Santa Caterina d'Alessandria, Santa Maria Maddalena e Santa Margherita, 1335-1340, Staatsgalerie Stuttgart